# Liste de saints patrons
Cette liste de saints patrons concerne les saints protecteurs d'une personne (généralement de même prénom), d'un pays, continent, ou d'un groupe particulier.

## Métiers et professions
- Accordéonistes : saint Bénilde
- Acteurs : Genès de Rome, Saint Jean-Paul II
- Agents immobiliers : Thérèse d'Avila (15 octobre)[1]
- Agriculteurs : saint Benoît (Benoît de Nursie, le 11 juillet), saint Médard (Médard de Noyon, le 8 juin)
- Alchimiste : saint Jacques (le 15 juin dans le christianisme occidental, le 30 avril dans le christianisme oriental et le 30 décembre dans le rite mozarabe)
- Alpinistes : saint Bernard (Bernard de Menthon, le 15 juin)
- Ambassadeurs et diplomates : saint Gabriel[2]
- Apiculteurs : saint Ambroise (le 7 décembre)
- Armuriers : saint Guillaume (le 10 janvier)
- Apprentis : saint Jean Bosco (le 31 janvier)
- Archéologues : sainte Hélène (le 18 août)
- Archers : saint Sébastien (le 20 janvier)
- Architectes : saint Benoît (Benoît de Nursie, le 11 juillet), saint Thomas et, au Liban, sainte Barbe (le 4 décembre)
- Archivistes : voir bibliothécaires
- Ardoisiers : saint Lézin (Lézin d'Angers)
- Artificiers : sainte Barbe (le 4 décembre)
- Artilleurs : sainte Barbe
- Artistes : saint Luc (le 18 octobre), bienheureux Fra Angelico
- Assureurs : saint Yves (Yves Hélory de Kermartin le 19 mai)
- Astronomes : saint Dominique
- Astronautes : sainte Alpais (le 3 novembre)
- Aviateurs : saint Joseph (Joseph de Copertino, le 18 septembre), bienheureux Charles Carnus
- Avocats : saint Yves (Yves Hélory de Kermartin, le 19 mai), saint Nicolas à Paris (le 6 décembre), saint Alphonse (le 1er août)
- Balanciers : saint Michel
- Banquiers : saint Matthieu, saint Michel archange
- Bateliers de Seine : sainte Honorine
- Bergères : sainte Geneviève
- Bergers : Druon de Sebourg, Loup de Troyes
- Bergers corses : saint Antoine de Padoue
- Bibliothécaires : Catherine d’Alexandrie, Jérôme de Stridon, Laurent de Rome
- Bijoutiers : saint Éloi (le 1er décembre)
- Blanchisseuses : Sainte Claire, saint Blanchard
- Bouchers : Saint Nicolas (Nicolas de Myre), saint Aurélien (Aurélien de Limoges)
- Boulangers : Saint Honoré, saint Michel, saint Lazare, saint Aubert, saint Fiacre
- Bouviers : saint Barnard
- Brasseurs : saint Arnoult de Soissons, saint Arnoult de Metz, saint Amand de Maastricht, saint Colomban de Luxeuil
- Cabaretiers : sainte Marthe
- Cavaliers : Georges de Lydda
- Chapeliers : saint Jacques
- Charbonniers : saint Maur (le 15 janvier), saint Thibaut de Provins (le 30 juin)
- Charcutiers : Antoine le Grand
- Charpentiers : saint Joseph
- Chasseurs : Saint Hubert
- Chauffeurs de taxi : saint Fiacre
- Cheminots en France : saint Christophe
- Cheminots en Belgique : saint Éloi
- Chimiste : Saint Jacques, sainte Barbe (le 4 décembre)
- Chirurgiens : saint Côme et saint Damien (le 26 septembre)
- Coiffeurs : saint Louis
- Comédiens : Genès de Rome/Jean-Paul II
- Commerçants : saint Victorien
- Comptables : saint Matthieu
- Cordonniers : Crépin et Crépinien
- Couturiers : saint Louis
- Couvreurs : saint Vincent Ferrier
- Cuisiniers : sainte Marthe, saint Laurent de Rome
- Dentistes : sainte Apolline (le 9 février)
- Diététiciens : sainte Marthe
- Diplomates et ambassadeurs : saint Gabriel[2]
- Domestiques et gens de maison : sainte Zita de Lucques
- Douaniers : saint Matthieu, saint Michel archange
- Écrivains : saint François de Sales
- Ébénistes : sainte Anne, saint Saher
- Éditeurs : saint Jean Bosco
- Éducateurs : saint Jean-Baptiste de La Salle
- Électriciens : sainte Lucie de Syracuse
- Escrimeurs : saint Michel
- Espions - Renseignement militaire : saint Joshua[3], saint Raphaël[4]
- Etudiants : Joseph de Cupertino, Louis de Gonzague, Expédit de Mélitène, Catherine d'Alexandrie, Thérèse de Lisieux, Jean Bosco, Patrick d'Irlande, Anne (mère de Marie), Thomas d'Aquin, Grégoire le Grand, Jean Berchmans, Jérôme de Stridon
- Exégètes : saint Jérôme
- Fantassins : saint Maurice
- Fileuses : sainte Gertrude (le 17 mars)
- Fermiers : saint Georges
- Forestiers : saint Hubert
- Fossoyeurs : saint Maur
- Fromagers : saint Uguzon
- Gardians : saint Georges
- Gendarmes : sainte Geneviève
- Généalogistes : sainte Catherine d'Alexandrie
- Géologues : sainte Barbe (le 4 décembre)
- Grainetiers : Marcel Ier
- Horlogers : saint Éloi
- Hôteliers : sainte Marthe
- Huissiers : saint Apronien
- Imprimeurs : saint Jean Porte-Latine
- Infirmiers : saint Camille de Lellis
- Informaticiens : saint Isidore de Séville, saint Éloi
- Ingénieurs : saint Patrick (Patrick d'Irlande, le 17 mars), sainte Barbe (le 4 décembre)
- Inspecteurs des impôts : saint Matthieu
- Jardiniers : Saint Fiacre, sainte Gertrude le 17 mars, Phocas de Sinope
- Joueur d'échecs : sainte Thérèse d'Avila
- Journalistes : saint François de Sales, saint Bernardin
- Juristes : saint Remi, Raymond de Peñafort, Yves de Chartres
- Kinésithérapeutes : saint Nicolas
- Laboureurs : saint Isidore de Madrid
- Lingères : sainte Véronique
- Linguistes : saint Gottschalk
- Luthiers : Grégoire le Grand
- Maçons : saint Pierre, saint Thomas, saint Benoît
- Maraîchers : saint Fiacre (le 30 août)
- Marchands de vins : saint Nicolas (le 6 décembre), saint Émilion
- Maréchaux-ferrants : saint Eloi
- Mariniers : Clément de Rome
- Marins : saint Mathurin, saint Érasme, saint Nicolas, Phocas de Sinope
- Marins-pêcheurs : saint Pierre
- Marqueteurs : saint Hildevert
- Mathématiciens : saint Hubert, sainte Barbe
- Médecins : saint Luc (le 18 octobre)
- Menuisiers : sainte Anne
- Métallurgistes : saint Éloi
- Meuniers : saint Blaise, saint Paulin de Nole
- Mineurs : sainte Barbe (le 4 décembre)
- Musiciens : sainte Cécile (le 22 novembre)
- Nourrices : sainte Agathe de Catane
- Orfèvres : saint Éloi
- Opticiens : sainte Lucie
- Palefreniers : Hormisdas
- Parachutistes : saint Michel
- Parfumeurs : saint Matthieu
- Pâtissiers : saint Michel
- Pavetiers : saint Étienne
- Pêcheurs : saint André
- Peintres : saint Luc
- Pétroliers : sainte Barbe
- Pharmaciens : saint Côme et saint Damien le 26 septembre
- Philosophes : sainte Catherine
- Photographes : sainte Véronique
- Pilotes d'appareils volants : Emmanuelle des Landes
- Plombiers : saint Éloi
- Plumassiers : saint Georges
- Poètes : saint Prosper
- Poissonniers : saint André
- Policiers : saint Martin (le 11 novembre)
- Pompiers : saint Laurent (le 10 août). sainte Barbe, étant la sainte patronne des sapeurs, elle est également fêtée par les sapeurs-pompiers.
- Postiers : saint Gabriel
- Professeurs : saint Jean-Baptiste de La Salle, sainte Anne, saint Jérôme, Joseph Calasanz
- Psychologues et psychothérapeutes : sainte Dymphne de Geel[5]
- Quincailliers : saint Roch
- Ramoneurs : sainte Barbe, saint Florian, saint Jean-Baptiste
- Restaurateurs du patrimoine : saint François d'Assise
- Rôtisseurs : sainte Marthe
- Sages-femmes : sainte Ségolène
- Savants : saint Albert le Grand
- Sculpteurs : saint Luc
- Secrétaires : Jean Cassien
- Serruriers : saint Pierre, saint Éloi (il y avait dans l'ancien calendrier deux fêtes : une Saint-Éloi d'hiver le premier décembre et une Saint-Éloi d'été le 29 juin. Maintenant, on le fête le 1er décembre. Les serruriers honorent saint Éloi, mais surtout saint Pierre)
- Servantes : sainte Blandine
- Sabotiers : René d'Angers 12 novembre
- Services de santé : saint Luc
- Servantes de malades : saint Pierre de Betancur
- Sidérurgistes : saint Éloi (1er décembre - jour férié pour les sidérurgistes)
- Scieurs de long : saint Simon
- Skieurs : Bernard de Menthon
- Spéléologues : saint Benoît
- Surveillant pénitentiaire : saint Hippolyte de Rome
- Tailleurs de pierre : saint Claude (le 6 juin)
- Tapissiers : sainte Geneviève
- Teinturiers : Maurice d'Agaune
- Travailleurs sociaux : Louise de Marillac
- Métiers de la télévision : sainte Claire
- Métiers des télécommunications : saint Gabriel
- Traducteurs : saint Jérôme
- Vétérinaires : saint Éloi
- Vignerons : saint Vincent ; saint Verny (en Auvergne)
- Vitriers : saint Marc (le 25 avril)

## Autres situations et intercessions
- Accordéonistes : saint Bénilde
- Amoureux : saint Valentin
- Automobilistes : saint Christophe
- Césarienne : saint Césaire de Terracina
- Candidats aux examens : Joseph de Copertino, Saint Expedit
- Causes désespérées : sainte Rita, saint Jude
- Contre les attaques d'animaux : saint José de Anchieta
- Célibataire : saint Guidon (le 12 septembre)[6]
- Célibataire (homme) : saint Nicolas (le 6 décembre)
- Célibataire (femme) : sainte Catherine[7].
- Chevaliers et ordres militaires du Moyen Âge : saint Georges
- Couples : Saint Jean-Paul II
- Cruciverbistes : saint Laurent
- Curés : saint Jean-Marie Vianney
- Diplomates : saint Gabriel
- Écoliers : saint Nicolas (le 6 décembre)
- Écologistes : saint François d'Assise ; proclamation par Saint Jean-Paul II  en 1979[8]
- Émigrés : Françoise-Xavière Cabrini
- Enfants : saint Nicolas (le 6 décembre), saint Apollinaire, saint Tarcisius, saint Dominique Savio et saint Jean Bosco
- Étudiants : sainte Catherine, saint Nicolas (le 6 décembre), en période d'examen saint Joseph de Cupertino
- Fiancés : saint Valentin
- Handicapés : sainte Lydwine
- Internet : saint Isidore de Séville
- Ivrognes : saint Urbain
- Jeunes (adolescents) : saint Jean-Paul II
- Jeunesse : saint Louis de Gonzague et saint Dominique Savio
- Journées mondiales de la jeunesse : saint Jean-Paul II
- De la jeunesse belge : saint Jean Berchmans
- Lépreux : saint Damien de Molokai, Marianne Cope
- Malades : saint Camille de Lellis et sainte Thérèse de Lisieux
  - Malades mentaux : sainte Dymphne de Geel[5], saint Romuald, saint Victurnien, saint Namphase (épilepsie)
  - Malades de la scoliose : saint José de Anchieta
  - Malades du SIDA : saint Louis de Gonzague[9]
- Maris trompés : Saint Gengoult, saint Arnolphe
- Mendiants : saint Alexis l'Homme de Dieu
- Messagers : saint Adrien, Gabriel
- Missions : sainte Thérèse de l'Enfant-Jésus (Thérèse de Lisieux), proclamée patronne des missions de l'Église universelle et docteur de l'Église en 1997[10].
- Moines : saint Antoine le Grand et saint Benoît de Nursie
- Motards : saint Colomban
- Paix : sainte Marie
- Pèlerins : saint Jacques de Zébédée, saint Christophe et saint Benoît Joseph Labre
- Personnalité politique et responsable de gouvernement : saint Thomas More
- Pertes d'objets et oublis : saint Antoine de Padoue le 13 juin
- Piétons : saint Martin de Tours
- Prêtres napolitains : Vincenzo Romano
- Prisonniers : saint Jean de Matha
- Prostitué(e)s : sainte Rita
- Servants d'autel : saint Tarcisius
- Sans-abri : saint Pierre de Betancur
- Scouts : saint Georges
- Situations d'urgences : Saint Expedit
- Télévision : sainte Claire
- Travailleurs : saint Joseph
- Troubles psychiques (personnes souffrant de...) : saint Romuald, saint Mathurin
- Végétaux : saint Roch
- Victimes d'actes criminels : sainte Maria Goretti
- Véliplanchistes : saint Raymond de Peñafort
- Vignobles : saint Estèphe
- Voyageurs : saint Christophe, sainte Gertrude (le 17 mars), saint Nicolas

## Animaux
- Tous les animaux : saint François d'Assise (4 octobre), saint Kevin
- Abeilles : saint Ambroise
- Agneaux : saint Jean Baptiste
- Ânes : saint Antoine de Padoue
- Bétail : saint Apollinaire, saint Gerlac de Houthem
- Chats : sainte Gertrude de Nivelles (17 mars)
- Chevaux : saint Antoine de Padoue, saint Eloi[11], saint Léonard de Limoges[12]
- Chevaux de bât : saint Blaise
- Chiens : Saint-Roch (et saint-patron des Maîtres chien), représenté avec un chien à ses pieds ; saint Hubert, saint Vite (Guy)
- Coqs : saint Gall
- Cochons : saint Antoine, saint Blaise
- Mulets et ânes : saint Eloi[13]
- Oies : saint Gall
- Poules : saint Gall
- Vaches : saintes Maure et Brigide, sainte Brigitte d'Irlande, laitières : sainte Blandine
- Volailles : saint Vincent de Saragosse

## Continents
- Afrique
  - saint Augustin d'Hippone
- Amérique
  - Notre-Dame de Guadalupe Impératrice des Amériques (depuis l'an 2000, proclamation de Jean-Paul II)
  - saint Joseph
  - sainte Rose de Lima (première sainte du Nouveau Monde)
- Asie
- Europe
  - saint Benoît de Nursie (saint patron de l'Europe depuis le 24 octobre 1964, proclamation de Paul VI)
  - saints Cyrille et Méthode (cosaints patrons de l'Europe depuis le 2 juin 1985, proclamation de Jean-Paul II)
  - sainte Brigitte de Suède (cosainte patronne de l'Europe depuis le 1er octobre 1999, proclamation de Jean-Paul II)
  - sainte Catherine de Sienne (cosainte patronne de l'Europe depuis le 1er octobre 1999, proclamation de Jean-Paul II)
  - sainte Thérèse-Bénédicte de la Croix (cosainte patronne de l'Europe depuis le 1er octobre 1999, proclamation de Jean-Paul II)
- Océanie
  - saint Joseph
  - saint Pierre Chanel

## Pays

### Europe
- Albanie : Notre Dame du Bon Conseil
- Allemagne : saint Michel, Boniface de Mayence
- Autriche : saint Joseph, Florian de Lorch, Léopold III d'Autriche, Colman de Stockerau, Séverin du Norique
- Belgique : saint Joseph, saint Michel
- Bulgarie : saint Jean de Rila
- Chypre : saint Barnabé et saint Épiphane de Salamine
- Croatie : saint Joseph
- Danemark : saint Knut, Anschaire de Brême
- Espagne : saint Jacques le Majeur, Thérèse d'Ávila, Immaculée Conception
- Estonie : Vierge Marie
- Finlande : saint Henri d'Uppsala
- France :
Il existe plusieurs niveaux de cultes, selon l'origines de l'autorité :
  - selon les autorisations du Saint-Siège : 
    - patronne principale : La Vierge Marie[14]
    - deux patronnes secondaires : sainte Jeanne d'Arc[15] et sainte Thérèse de l'Enfant-Jésus.

  - sous la monarchie française
    - patronne principale : bienheureuse Vierge Marie, Regnum Galliæ Mariæ[16],[17],[18],[19]
    - patrons quasi principaux : saint Martin ; saint Michel[20]
    - patrons secondaires de la monarchie française : saint Denis [21] ; saint Louis (depuis sa canonisation)

  - d'après la tradition liée aux Francs :
    - patrons secondaires [22] ; sainte Geneviève ; saint Remi  ; sainte Bathilde ; sainte Clotilde ; sainte Radegonde ; sainte Pétronille fut reconnue comme patronne des rois de France, elle devint sainte patronne nationale lorsque la France devint Fille aînée de l’Église (31 mai)

  - Régions de France (voir le paragraphe Régions et villes (France))
- Grèce : saint Paul, Côme d'Étolie
- Hongrie : Étienne Ier de Hongrie (patron principal), Notre-Dame des Hongrois
- Irlande : saint Patrick, Brigitte d'Irlande
- Islande : saint Thorlak
- Italie : saint François d'Assise, sainte Catherine de Sienne
  - Régions d'Italie :
    - Florence : saint Jean-Baptiste
    - Milan et Lombardie : saint Ambroise et saint Charles
    - Naples et Campanie : saint Janvier
    - Venise et Vénétie : saint Marc
    - Patron des jeunes catholiques d’Italie et des Abruzzes : saint Gabriel de l'Addolorata[23]
- Lettonie : saint Ménard de Livonie
- Liban: saint Charbel Makhlouf
- Liechtenstein : Florian de Lorch, Lucius de Coire
- Lituanie : saint Casimir, saint Georges
- Luxembourg : Notre Dame des Affligés, saint Willibrord, Cunégonde de Luxembourg
- Macédoine du Nord : Clément d'Ohrid
- Malte : Paul, saint Georges
- Monaco : sainte Dévote
- Monténégro : saint Georges
- Norvège : saint Olaf
- Pays-Bas : saint Grégoire, saint Lambert, saint Willibrord, saint Lébuin, sainte Cunera
- Pologne : saint Casimir, André Bobola, Stanislas de Szczepanów, Adalbert de Prague, Kinga de Pologne, Sainte Hedwige, Stanislas Kostka, Jean de Kenty
- Portugal : Notre-Dame de l'Immaculée Conception, Patronne et Reine du Portugal et saint Antoine de Padoue né à Lisbonne, patron secondaire
- République tchèque : saint Wenceslas
- Roumanie : saint Nicétas de Rémésiana
- Royaume-Uni, nations constitutives et régions :
  - Angleterre : saint Georges
  - Cornouailles : saint Piran
  - Écosse : saint André
  - Ile de Man : saint Maughold
  - Pays de Galles : saint David
  - Irlande du Nord : saint Patrick
- Russie : André, Nicolas de Myre, Basile de Césarée, Serge de Radonège
- Saint-Marin : saint Marin
- Serbie : Sava de Serbie, saint Georges
- Slovaquie : Notre-Dame des Douleurs de Sastin
- Suède : Brigitte de Suède, Éric IX de Suède, Siegfried de Suède
- Suisse : Nicolas de Flue (saint patron), saint Charles Borromée (Protector Helvetiae)
- Vatican : saint Joseph, saint Michel

### Amérique du Nord
- Canada : saint Joseph, (patron des Canadiens-français, saint Jean-Baptiste), Martyrs canadiens
- États-Unis : Immaculée Conception, saint Joseph
- Haïti : sainte Cécile, Notre-Dame du Perpétuel Secours
- Mexique : Notre-Dame de Guadalupe, Reine du Mexique (depuis l'an 2000, proclamation de Jean-Paul II), saint Joseph
- Québec : sainte Anne
- Acadie : Notre-Dame de l'Assomption

### Amérique du Sud
- Argentine : François Solano, Notre Dame de Lujan, bienheureuse Laura Vicuña
- Brésil : Notre-Dame d'Aparecida, saint José de Anchieta
- Pérou : saint Joseph, sainte Rose de Lima
- Équateur : Maríana de Paredes y Flores, lys de Quito
- Venezuela : Notre-Dame de Coromoto

### Amérique centrale
- Guatemala : Notre-Dame du Rosaire, saint Pierre de Betancur
- Nicaragua : Immaculée Conception
- Salvador : Notre-Dame-de-la-Paix, saint Óscar Romero

### Afrique
- Algérie : Cyprien de Carthage, Notre-Dame d'Afrique
- Angola : Cœur Immaculé de Marie
- Burkina Faso : Notre-Dame de Yagma
- Côte d'Ivoire : sainte Marie Mère de Dieu
- Égypte : Marc (apôtre)
- Éthiopie : saint Georges
- Madagascar : Vincent de Paul
- Nigeria : la sainte Vierge, saint Patrick (patron secondaire)
- République Démocratique du Congo : Sainte Vierge Marie, Mère du Désarmement (patronne de la RDC seule qui désarme la force du mal par la puissance du Saint Esprit), saint Raphaël Minga Kwete Espérance de la croix.
- Rwanda : Christ-Roi
- Togo : saint Jean-Paul II et saint Jean XXIII

### Asie
- Arménie : Barthélemy (apôtre), Grégoire Ier l'Illuminateur
- Chine : saint Joseph
- Corée du Sud : saint Joseph
- Géorgie : saint Georges, Nino de Géorgie
- Jordanie : saint Jean-Baptiste
- Inde : Thomas (apôtre)
- Japon: saint François Xavier
- Liban : saint Maron, saint Charbel, Notre Dame du Liban
- Turquie : saint Nicolas
- Vietnam : saint Joseph

### Océanie
- Australie : Our Lady Help of Christians le 24 mai, saint François Xavier le 3 décembre, sainte Thérèse de l'Enfant-Jésus le 1er octobre

## Régions et villes

### Allemagne
- Berlin : saint Nicolas
- Coblence : saint Georges
- Cologne : saint Cunibert, sainte Ursule
- Dresde : sainte Marie
- Düsseldorf : Apollinaire de Ravenne
- Hambourg : saint Pierre
- Fribourg-en-Brisgau : saint Georges
- Paderborn : Antoine le Grand
- Munich : saint Bennon
- Ratisbonne : saint Emmeran, saint Wolfgang
- Stuttgart : saint Christophe
- Trèves : saint Pierre

### Autriche
- Vorarlberg, Tyrol, Carinthie et Styrie : saint Joseph
- Vienne : saint Clément-Marie Hofbauer
- Salzbourg : saint Rupert de Salzbourg
- Haute-Autriche : saint Florian
- Basse-Autriche et Vienne : saint Léopold
- Burgenland : saint Martin

### Belgique
- Binche : saint Ursmer
- Bruges : saint Donatien
- Bruxelles : saint Michel, sainte Gudule, saint Géry
- Eupen : saint Nicolas
- Evere : saint Vincent de Soignies
- Liège : saint Hubert[24] (patron principal de la ville), saint Lambert[25] (patron principal du diocèse)
- Limal : saint Florius (saint des catacombes romaines)[26]
- Malines : saint Rombaut
- Mons : sainte Waudru
- Namur : saint Aubain
- Nivelles : sainte Gertrude, saint Michel
- Visé : saint Martin
- Soignies : saint Vincent de Soignies
- Saint-Trond : Saint Trudon
- Saint-Hubert : Saint Hubert

### Canada

#### Lieu
- Québec (ville) : sainte Anne.

#### Groupes ethniques
- Canadiens-français: saint Jean-Baptiste
- Acadiens: Notre-Dame de l'Assomption

### Espagne
- Alicante : saint Nicolas de Bari et Notre-Dame de Recouvrance
- Aragon : sainte Constance, reine d'Aragon pendant le XIIIe siècle ; elle eut six enfants dont sainte Élisabeth de Portugal.
- Burgos : saint Pierre et saint Paul, Aleaume de Burgos
- Cadix et Andalousie : saint Romain (San Roman)
- Castellón de la Plana : Notre-Dame Del Lledó, saint Jacques et saint Christophe.
- Catalogne : saint Jordi et la Sainte Vierge de Montserrat
- Carthagène : saint Ginés, les Quatre saints de Carthagène, la Sainte Vierge de la Charité et la Sainte Vierge du Rosell.
- Îles Canaries : Notre-Dame de Candelaria et saint Pierre de Betancur.
- León : saint Froilan
- Madrid : saint Isidore le Laboureur et la Vierge Marie sous le vocable Vierge de l'Almudena
- Navarre : saint Firmin : François Xavier
- Palencia : saint Antolin
- Saint-Sébastien : saint Sébastien
- Saragosse : saint Valère y est fêté le 29 janvier, jour où un roscón de Reyes ou gâteau des Rois est dégusté dans chaque famille[27].
- Ségovie : Notre-Dame de la Fuencisla et saint Fructus (San Frutos)
- Séville : saint Ferdinand
- Valence : Notre-Dame des Desemparats (Vierge des Délaissés), saint Vincent de Saragosse et saint Vincent Ferrier.
- Valladolid : saint Pierre Regalado

De plus, les communes espagnoles sont subdivisées en paroisses civiles, issues de paroisses historiques, qui possèdent chacune un saint patron.

### France
La France possède plusieurs saints patrons importants, principaux ou secondaires, en lien avec des épisodes particuliers de son histoire :
- Notre-Dame de l'Assomption, selon le vœu de Louis XIII, patronne principale de la France,
- saint Michel, prince de la Milice céleste depuis le siège héroïque de 1356 du Mont Saint-Michel lors de la Guerre de Cent Ans, patron secondaire de la France,
- sainte Pétronille, patronne secondaire de la France,
- sainte Radegonde, patronne secondaire de la France,
- sainte Jeanne d'Arc, patronne secondaire de la France,
- sainte Thérèse de l'Enfant-Jésus et de la sainte Face, patronne secondaire de la France,
  - saint Rémi, évêque de Reims qui a sacré le Roi Clovis vers 496,
  - saint Denis, premier évêque de Paris au IIIe siècle,
  - saint Martin de Tours, Père de l’Église du IVe siècle, et dont le pèlerinage était si important durant tout le Moyen Âge,
  - saint Louis, Roi de France,

- Alsace : sainte Odile, saint Nicolas, saint Arbogast
- Auvergne : saint Austremoine
  - Aurillac : saint Géraud
  - Brioude : saint Julien de Brioude
  - Clermont-Ferrand : Notre-Dame de l’Assomption (Sainte-Marie épiscopale) et Notre-Dame du Port (Sainte-Marie principale)
  - Mozac : saint Austremoine, saint Calmin
  - Riom : saint Amable
  - Saint-Flour : saint Flour
  - Saugues : saint Bénilde
  - Volvic : saint Priest
- Centre-Val de Loire
  - Berry : sainte Solange
  - Blois : saint Louis
  - Orléans : sainte Jeanne d'Arc
  - Sologne : sainte Montaine
  - Tours : saint Martin
- Bourgogne : saint André
  - Dijon : saint Bénigne, saint Étienne
  - Auxerre : saint Germain
  - Chalon-sur-Saône : saint Charles Borromée
  - Paray-le-Monial : Sainte Marguerite-Marie Alacoque, Saint Claude La Colombière
- Bretagne : sainte Anne, saint Yves
On peut noter en outre pour les neuf pays historiques de Bretagne :
  - Cornouailles : saint Corentin
  - Léon : saint Pol Aurélien
  - Trégor : saint Tugdual
  - Vannes : saint Paterne
  - Saint-Brieuc : saint Brieuc
  - Aleth (Saint-Malo) : saint Maclou
  - Dol : saint Samson
  - Rennes : saint Melaine
  - Nantes : saint Clair
- Corse : sainte Julie, sainte Dévote, saint Théophile de Corte, saint Jean-Baptiste, saint Pancrace, saint Antoine de Padoue, saint Alexandre Sauli, saint Roch, saint Césaire de Terracina
- Franche-Comté : saint Claude
  - Besançon: saint Ferjeux, saint Ferréol
  - Montbéliard : saint Maimboeuf
- Île-de-France :
  - Nanterre : sainte Geneviève
  - Paris : sainte Geneviève, saint Denis
  - Saint-Denis : saint Denis
- Limoges : saint Martial, saint Léonard
- Lorraine : saint Nicolas et saint Pierre Fourier
  - Adelange : saint Roch
  - Boustroff : saint Hubert
  - Chémery-Lès-Faulquemont : saint Nicolas
  - Faulquemont : Vincent de Saragosse, Sainte Vierge
  - Longwy : saint Dagobert
  - Lunéville: sainte Anne
  - Mainvillers : saint Laurent
  - Many : saint Remi
  - Metz : saint Clément
  - Nancy : saint Sigisbert
  - Saint-Privat-la-Montagne : Saint Privat de Mende
  - Toul : saint Mansuy
- Languedoc-Roussillon (saint Guilhem)
  - Aude : sainte Aude, saint François Régis
  - Hérault : saint Roch
  - Agde : saint Pierre
  - Aigues Mortes : saint Vincent de Paul
  - Beaucaire : sainte Marie Madeleine
  - Béziers : saint Aphrodise
  - Carcassonne : saint Michel
  - Castelnaudary : saint Dominique
  - Collioure : saint Vincent de Collioure
  - Gruissan : saint Pierre
  - Lattes : Saint Laurent
  - Lodève : saint Fulcran
  - Montpellier : saint Roch, saint Guilhem (Guillaume d'Orange)
  - Narbonne : saint Sébastien, saint Paul, saint Théodard
  - Nîmes : Notre-Dame de Santa Cruz (ramenée d'Oran en 1962)
  - Palavas-les-Flots : saint Pierre
  - Sète : saint Louis
- Midi-Pyrénées
  - Foix : saint Volusien de Tours
  - Toulouse: saint Saturnin (dit aussi saint Sernin)
- Nord-Pas-de-Calais
  - Arras : saint Vaast
  - Bergues : saint Winoc
  - Boulogne-sur-Mer : sainte Ide, mère de Godefroy de Bouillon
  - Cambrai : saint Géry
  - Carvin : saint Druon
  - Douai : saint Aimé et saint Maurand
  - Dunkerque : sainte Marie sous le vocable Notre-Dame des Dunes. Également sainte patronne de la Flandre maritime, elle fut aussi autrefois appelée Notre-Dame de la Fontaine et Notre-Dame des Mers.
  - Lille : sainte Marie sous le vocable Notre-Dame-de-la-Treille et saint Eubert (patron second)
  - Valenciennes : sainte Marie sous le vocable Notre-Dame du Saint-Cordon
- Normandie : saint Michel
  - Rouen : saint Romain
  - Bessin : Germain à la rouelle fêté le premier dimanche d'août
  - Cotentin : saint Floxel[note 1]
- Pays de la Loire
  - Angers : saint Maurice
  - Le Mans : saint Julien, sainte Scholastique de Nursie
  - Loire-Atlantique : saint Clair
  - Nantes : saint Donatien et saint Rogatien
- Picardie
  - Amiens : saint Firmin
  - Beauvais : saint Lucien
  - Compiègne : bienheureuses carmélites de Compiègne
  - Senlis : saint Rieul
- Poitou-Charentes : saint Hilaire de Poitiers et sainte Radegonde
  - Saintes Eutrope de Saintes
- Provence-Alpes-Côte d'Azur : sainte Marie Madeleine
  - Avignon : saint Bénezet, saint Agricol, saint Ruf, Pierre de Luxembourg
  - Draguignan : saint Hermentaire[29]
  - Manosque : saint Pancrace
  - Marseille : saint Victor
  - Nice : saint Sébastien, sainte Réparate, sainte Rita
  - Orange : Eutrope d'Orange, Florent d'Orange
  - Saintes-Maries-de-la-Mer : Les saintes Maries Marie Salomé et Marie Jacobé
  - Tarascon : sainte Marthe
- Rhône-Alpes :
  - Annecy : saint François de Sales
  - Grenoble : saint Bruno
  - Lyon : Martyrs de Lyon — saint Pothin, saint Irénée, saint Nizier, sainte Blandine
  - Savoie : saint Maurice d'Agaune
  - Ars-sur-Formans : saint Curé d'Ars

### Grèce
- Athènes : Philothée d'Athènes, moniale et martyre
- Corfou : Spyridon de Trimythonte
- Kalymnos : Sabas de Kalymnos
- Mytilène : Michel (archange)
- Patras : André (apôtre), martyr à Patras
- Thessalonique : Démétrios de Thessalonique

### Italie
- Acri : saint d'Ange d'Acri
- Aoste : saint Grat d'Aoste
- Campanie :
  - Naples : saint Janvier de Bénévent et saint Louis de Gonzague
- Calabre :
  - Reggio de Calabre : saint Georges de Lydda
- Diocèse de Carpi : saint Bernardin Realino
- Émilie-Romagne :
  - Bologne : saint Pétrone de Bologne
  - Ferrare : saint Georges
- Frioul-Vénétie Julienne :
  - Trieste : saint Juste
- Latium :
  - Rome : saint Pierre, saint Paul, saint Laurent, saint Sébastien
- Ligurie :
  - Gênes : saint Georges, saint Jean-Baptiste
  - San Remo : Romule de Gênes
- Lombardie :
  - Côme : saint Abundius
  - Mantoue : saint Anselme
  - Milan : saint Ambroise
  - Pavie : Syrus de Pavie
- Marches :
  - Ancône : saint Cyriaque
- Molise :
  - Guglionesi : saint Adam Abbé
- Ombrie :
  - Assise : saint François
- Piémont :
  - Coni : Michel (archange)
  - Turin : saint Maxime, saint Jean-Baptiste
- Pouilles :
  - Bari : saint Nicolas, saint Sabin
  - Brindisi : Laurent de Brindes
  - Lecce : saint Oronce et Bernardino Realino
  - Tarente : saint Catalde et saint Égide-Marie de Saint-Joseph
  - Trani : Nicolas de Trani
- Sicile :
  - Caltanissetta : Michel (archange)
  - Catane : sainte Agathe
  - Licata : saint Joseph-Marie Tomasi
  - Messine : saint Louis de Gonzague
  - Modica : saint Georges de Lydda
  - Palerme : sainte Rosalie de Palerme
  - Syracuse : sainte Lucie
- Toscane :
  - Florence : saint Jean-Baptiste
  - Lucques : saint Paulin d'Antioche, sainte Zita de Lucques
  - Pise : saint Rainier
  - Sienne : sainte Catherine de Sienne, saint Bernardin de Sienne.
- Vénétie :
  - Padoue : saint Antoine de Padoue
  - Venise : saint Marc
  - Vérone : saint Zénon

### Liban
- Beyrouth : saint Georges

### Pays-Bas
- Deventer : saint Lébuin

### Royaume-Uni
- Angleterre :
  - Boston : saint Botwulf
  - Bury St Edmunds : saint Edmond
  - Canterbury : Augustin de Cantorbéry, Thomas Becket, martyr à Canterbury
  - Chichester : saint Richard
  - Colchester : sainte Hélène
  - Cornouailles : saint Piran
  - Derby : saint Alcmond
  - Durham : Cuthbert de Lindisfarne
  - Ely : sainte Etheldrède
  - Est-Anglie : saint Edmond
  - Greenwich : Alphège de Cantorbéry
  - Lichfield : Chad de Mercie
  - Lincoln : Hugues d'Avalon
  - Londres : saint Georges, saint Paul, saint Mellitus
  - Ripon : saint Wilfrid
  - St Albans : saint Alban
  - Salisbury : Osmond de Sées
  - Winchester : saint Swithun
  - Worcester : saint Oswald
  - York : saint Pierre, Guillaume FitzHerbert
- Écosse :
  - Aberdeen : saint Nicolas
  - Dumfries : saint Michel
  - Dundee : sainte Marie
  - Édimbourg : saint Gilles
  - Eigg : saint Donan
  - Galloway : saint Ninian
  - Glasgow : saint Mungo (aussi connu comme saint Kentigern)
  - Orcades : saint Magnus
  - Perth : saint Jean-Baptiste
  - St Andrews : saint André
- Pays de Galles :
  - Caerleon : saint Cadou
  - Cardiff : saint Théleau, saint Piran
  - Llantwit Major : saint Ildut
  - St David's : saint David
- Irlande du Nord :
  - Derry : saint Colomba

### Tchéquie
- Bohême : sainte Agnès

### Russie
- Arkhangelsk : Michel (archange)
- Moscou : saint Georges
- Saint-Pétersbourg : saint Pierre, sainte Xenia de Saint-Pétersbourg

### Suisse
- Appenzell Rhodes-Intérieures : saint Maurice
- Bâle : saint François d'Assise, sainte Hélène, saint Charles Borromée
- Coire : saint Lucius
- Fribourg : saint Nicolas de Myre (patron principal), sainte Catherine d'Alexandrie (patronne secondaire)
- Genève : saint François de Sales, saint Pierre
- Glaris : saint Fridolin
- Lausanne, Canton de Vaud : la Vierge Marie
- Lucerne : saint Léger d'Autun
- Lugano : saint Charles Borromée
- Nidwald : saint Joseph
- Obwald : saint Nicolas de Flue
- Saint-Gall : saint Gall et saint Othmar
- Soleure : Ours de Soleure, saint Victor de Soleure
- Valais : saint Théodule
  - Sion : sainte Catherine d'Alexandrie
- Winterthour : saint Alban, saint Pancrace, saint Laurent
- Zurich : Felix, Regula et Exuperantius

## Patrons des armées françaises
- Aumônerie catholique française : saint Louis de France le 25 août
- Aumônier militaire : saint Jean de Capistran le 23 octobre
- Arme blindée et cavalerie (ABC) : saint Georges le 23 avril
- Artillerie, Génie, pompiers, SID : sainte Barbe le 4 décembre
- Audiovisuel et photographie de l'armée : sainte Véronique le 4 février
- Aviation légère de l'Armée de terre : sainte Clotilde le 4 juin
- Aviation militaire : saint Joseph de Cupertino le 18 septembre et Notre Dame de Lorette le 10 décembre
- Chasseurs alpins : saint Bernard de Menthon le 15 juin et saint Maurice le 22 septembre
- Chasseur à pied : saint Hubert de Liège le 3 novembre
- Commissariat des armées : saint Martin le 11 novembre
- Corps techniques et administratifs des armées : saint Ambroise le 7 décembre
- Fanfare militaire : sainte Cécile le 22 novembre
- Gendarmerie : sainte Geneviève le 3 janvier
- Infanterie : saint Maurice le 22 septembre
- Ingénieur militaire : bienheureux François Faà di Bruno le 27 mars
- Ingénieur militaire de l'infrastructure : Sainte Barbara le 4 décembre
- Légion étrangère : saint Antoine le grand le 17 janvier
- Marine nationale : Notre Dame du rosaire : le 15 août
- Régiment du matériel français (Armée de Terre) : saint Éloi le 1er décembre
- Mécanicien (Armée de l'Air) : saint Éloi le 1er décembre
- Parachutistes : saint Michel le 29 septembre
- Renseignement : saint Raphaël le 29 septembre
- Service de santé des armées : saint Luc le 18 octobre
- Transmissions : saint Gabriel le 29 septembre
- Train (Armée française) : saint Christophe le 25 juillet